# Spoorlijn Heerlen - Schin op Geul
De spoorlijn tussen Heerlen en Schin op Geul werd in 1914 aangelegd als verbinding tussen de spoorlijn Aken - Maastricht en de spoorlijn Sittard - Herzogenrath. Sinds eind 2016 wordt de spoorlijn gebruikt door Arriva Personenvervoer Nederland, die vier keer per uur een trein laat rijden tussen Maastricht en Heerlen.
De spoorlijn sluit bij het vorkstation Schin op Geul aan op spoorlijn Aken - Maastricht.

## Stations en gebouwen
Hieronder een overzicht van alle stations langs de lijn:
| Station               | Geopend | Huidig gebouw                                       |
| --------------------- | ------- | --------------------------------------------------- |
| Heerlen               | 1896    | 2019, NS, 4e gebouw, uniek ontwerp van Huisman      |
| Heerlen Woonboulevard | 2010    | geen                                                |
| Voerendaal            | 1915    | 1913, SS, 1e gebouw, uniek ontwerp van Van Heukelom |
| Klimmen-Ransdaal      | 1915    | 1913, SS, 1e gebouw, uniek ontwerp van Van Heukelom |
| Schin op Geul         | 1853    | 1913, SS, 1e gebouw, uniek ontwerp van Van Heukelom |

De stations Heerlen en Schin op Geul waren al eerder geopend aan andere spoorwegen.

## Treindiensten
| Serie            | Treinsoort                                             | Route                                                                                                | Bijzonderheden |
| ---------------- | ------------------------------------------------------ | --- | --- |
| 18900 RE 18 S 43 | Sneltrein / Regional-Express / S-trein (Arriva / NMBS) | (Luik-Guillemins – ) Maastricht – Heerlen – Landgraaf – Herzogenrath – Aachen Hbf                    | Drielandentrein (LIMAX). Tussen Luik-Guillemins en Maastricht wordt 1x/uur gereden. Tussen Maastricht en Aachen wordt 2x/uur gereden. |
| 32000 RS 18      | Stoptrein (Arriva)                                     | Maastricht Randwyck – Maastricht – Heerlen – Landgraaf – Eygelshoven – Chevremont – Kerkrade Centrum | |